# Desognanops humphreysi
Desognanops humphreysi là một loài nhện trong họ Trochanteriidae. Loài này phân bố ở Tây Úc.